# Jeremy Accardo
Pour les articles homonymes, voir Accardo.
Jeremy Lee Accardo (né le 18 décembre 1981 à Mesa, Arizona, États-Unis) est un ancien lanceur de relève droitier des Ligues majeures de baseball.

## Carrière

### Débuts
Après des études secondaires à la Mesa High School de Mesa (Arizona), Jeremy Accardo suit des études supérieures à l'Illinois State University où il porte les couleurs des Illinois State Redbirds de 2002 à 2003.  
Non drafté, il est recruté comme agent libre amateur 12 août 2003 par les Giants de San Francisco. Il passe deux saisons en Ligues mineures au sein de l'organisation des Giants.

### Giants de San Francisco
Accardo débute en Ligue majeure le 4 mai 2005. Il lance 28 parties en relève pour les Giants lors de sa première saison, conservant une moyenne de points mérités de 3,94 mais avec une seule victoire en six décisions.
Le droitier entreprend la saison 2006 avec San Francisco. Utilisé comme stoppeur le 4 juin face aux Mets de New York, il réussit son premier sauvetage dans les majeures. Il en réussit trois avec les Giants avant d'être échangé aux Blue Jays de Toronto le 22 juin en retour du joueur de premier but Shea Hillenbrand et du lanceur Vinnie Chulk.

### Blue Jays de Toronto
Accardo joue pour les Blue Jays jusqu'à la conclusion de la saison 2010. Il est particulièrement efficace en 2007, alors qu'il maintient une moyenne de points mérités de seulement 2,14 en 64 sorties et 67 manches et un tiers lancées, avec 30 victoires protégées.

### Orioles de Baltimore

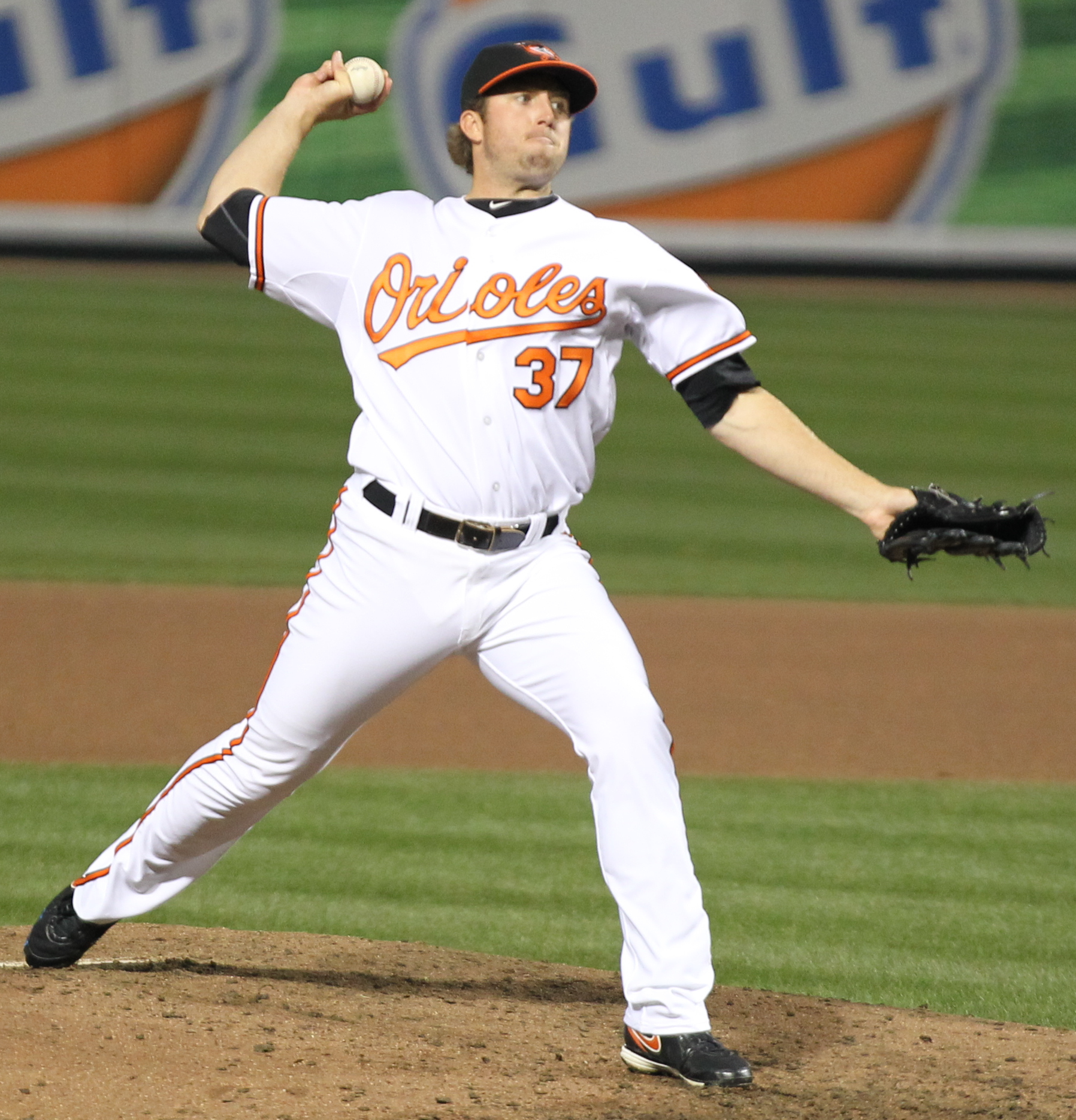
Accardo en 2011 avec les Orioles.

En décembre 2010, Jeremy Accardo, devenu agent libre, quitte les Blue Jays pour passer chez leurs rivaux de division, les Orioles de Baltimore. Il s'entend pour un contrat d'un an avec cette équipe.

### Indians de Cleveland
Il signe un contrat des ligues mineures le 19 janvier 2012 avec les Indians de Cleveland. Il apparaît dans 26 parties de l'équipe en 2012 et sa moyenne de points mérités s'élève à 4,58 en 35 manches et un tiers au monticule. Les Indians le libèrent le 9 août.

### Athletics d'Oakland
Le 15 août 2012, Accardo est mis sous contrat par les Athletics d'Oakland et immédiatement cédé au club-école de Sacramento. Il ne revient que pour un seul match avant la fin de la saison.
En 2013, Accardo joue en ligues mineures dans l'organisation des Nationals de Washington et joue au baseball indépendant en 2014 dans l'Atlantic League. Il participe en 2015 au camp d'entraînement des Diamondbacks de l'Arizona.

## Statistiques
| Saison | Équipe        | G   | GS | CG | SHO | V | D  | SV | IP    | SO  | ERA  |
| ------ | ------------- | --- | -- | -- | --- | - | -- | -- | ----- | --- | ---- |
| 2005   | San Francisco | 28  | 0  | 0  | 0   | 1 | 5  | 0  | 29.2  | 16  | 3,94 |
| 2006   | San Francisco | 38  | 0  | 0  | 0   | 1 | 3  | 3  | 40.1  | 40  | 4,91 |
| 2006   | Toronto       | 27  | 0  | 0  | 0   | 1 | 1  | 0  | 28.2  | 14  | 5,97 |
| 2007   | Toronto       | 64  | 0  | 0  | 0   | 4 | 4  | 30 | 67.1  | 57  | 2,14 |
| 2008   | Toronto       | 16  | 0  | 0  | 0   | 0 | 3  | 4  | 12.1  | 5   | 6,57 |
| 2009   | Toronto       | 26  | 0  | 0  | 0   | 0 | 0  | 1  | 24.2  | 18  | 2,55 |
| 2010   | Toronto       | 5   | 0  | 0  | 0   | 0 | 1  | 0  | 6.2   | 3   | 8,10 |
| Totaux | Totaux        | 204 | 0  | 0  | 0   | 7 | 17 | 38 | 209.2 | 153 | 3,95 |

Note : G = Matches joués ; GS = Matches comme lanceur partant ; CG = Matches complets ; SHO = Blanchissages ; 
V = Victoires ; D = Défaites ; SV = Sauvetages ; IP = Manches lancées ; SO = Retraits sur des prises ; ERA = Moyenne de points mérités.